# Ciucurova
Ciucurova é uma comuna romena localizada no distrito de Tulcea, na região de Dobruja. A comuna possui uma área de 151.65 km² e sua população era de 2209 habitantes segundo o censo de 2007.